# مسیحیت لیبرال
مسیحیت لیبرال (به انگلیسی: liberal christianity)، که هم‌چنین به الهیات لیبرال نیز شناخته می‌شود، حرکتی‌است که تعالیم مسیحیت را با مدنظرگرفتن دانش، علم و اخلاقیات مدرن، تعبیر و اصلاح می‌نماید و بر روی اهمیت منطق و تجربه تأکید دارد، نه بر اقتدار تعلیماتی. مسیحیان لیبرال، عقیده‌شان را به‌عنوان جایگزینی هم برای عقل‌گرایی آتئیستی و هم مذاهب مبتنی بر تفاسیر سنتی اقتدار خارجی (مانند کتاب مقدس و رسوم مقدس) می‌دانند.
الهیات لیبرال از عقل‌گرایی عصر روشنگری و رومانتیسیسم قرون هجدهم و نوزدهم میلادی رشد کرد. در اواخر قرن ۱۹ و آغاز قرن بیستم میلادی، مسیحیت لیبرال با پذیرش تکامل داروینی، استفاده از نقد مدرن کتاب مقدس و شرکت در جنبش «انجیل اجتماعی» ، شناخته می‌شد. همچنین در همین دوره بود که الهیات لیبرال در کلیساهای پروتستان بیشترین غلبه را داشت. تأثیرات الهیات لیبرال با ظهور نئو-اورتودوکسی در دهه ۱۹۳۰ میلادی و الهیات آزادی‌بخش دهه ۱۹۶۰ میلادی رو به زوال گذاشت. اشکال کاتولیک از الهیات لیبرال، در اواخر قرن نوزدهم میلادی ظهور پیدا کردند. در قرن بیست و یکم میلادی، مسیحیت لیبرال به یک سنت جهانی تبدیل شده و هم پروتستانت و هم کاتولیک را در بر می‌گیرد.
در محدوده الهیات، واژه لیبرال به لیبرالیسم سیاسی دلالت نکرده و باید از «مسیحیت مترقی» تفکیک شود. از لحاظ تاریخی، مسیحیت لیبرال به مدرنیسم مسیحیت نیز دلالت می‌کند (مقالات «مدرنیسم کاتولیک» و «جدال بنیادگرایی-مدرنیسم» را ببینید).

## پروتستانتیسم لیبرال
پروتستانتیسم لیبرال در قرن نوزدهم میلادی، بنابر نیاز به سازگاری مسیحیت با یک محدوده مدرن فکری توسعه یافت. با پذیرش نظریه انتخاب طبیعی چارلز داروین، دفاع از برخی از اعتقادات سنتی مسیحیت، مانند بخش‌هایی از روایات آفرینش کتاب پیدایش مشکل شد. به گفته آلیستر مک گرات، الهی‌شناس و مورخ روشنفکر، لیبرال‌هایی که نتوانستند ایمان را به‌طور خاص به کتاب آسمانی یا شخص عیسی مسیح منحصر سازند، «تلاش کردند تا عقیده شان را با آزمایش‌های معمولی بشری پیوند داده و آن را به گونه‌ای تفسیر کنند که با نگرش جهانی مدرن سازگاری داشته باشد». الهیات لیبرال که در آلمان آغاز شد، از چندین رشته فکری، شامل نگرش روشن‌گری عقل‌انسانی و تأکید زهدباوری بر تجربه دینی و تحمل «بینا فرقه‌ای» ، متأثر شد.
منابع اقتدار دینی که توسط پروتستانتیسم لیبرال مشخص شد، از پروتستانت‌های محافظه کار متفاوت بود. پروتستانت‌های سنتی کتاب مقدس را معتبر می‌دانستند؛ به گونه‌ای که تمام دکترین، تعالیم و خود کلیسا، اقتدارشان را از آن می‌گیرند. بنابراین یک پروتستانت سنتی می‌تواند تأیید کند که «آنچه کتاب مقدس گفته‌است، گفته پروردگار است». مسیحیان لیبرال، دکترین فاقد خطا بودن کتاب مقدس را رد کردند، چون آن را بت‌پرستی (فتیشیسم) کتاب مقدس می‌دانستند. به‌جای آن، لیبرال‌ها تلاش کردند تا کتاب مقدس را از طریق انتقادهای مدرن کتاب مقدس، مثل انتقاد تاریخی بشناسند که در اواخر قرن ۱۷۰۰ میلادی مورد استفاده قرار گرفت تا ببینند که آیا روایت‌های کتاب مقدس براساس متون سابق است یا آیا انجیل‌ها گفته‌های حقیقی عیسی را ثبت کرده‌اند یا خیر. استفاده از این روش‌های تفسیر انجیل، لیبرال‌ها را به این نتیجه‌گیری رهنمون کرد که «هیچ‌یک از نوشته‌های متون عهد جدید را نمی‌توان به آن معنی که به‌طور سنتی ادعا می‌شود رسالتی دانست». این نتیجه‌گیری «فقط کتاب مقدس» را در موقعیت غیرقابل دفاعی قرار داد. به‌عوض آن، لیبرال‌ها عیسی از جنبه تاریخی را به‌عنوان «حکم واقعی کلیسای مسیحی» معرفی نمودند.
«ویلیام ورد» ، الهی‌شناس آلمانی، چنین نوشت: «مانند هر علم واقعی دیگر، الهیات عهد جدید هدف‌اش را صرفاً در خود دارد و کاملاً در برابر اصول و مذاهب نظام‌مند بی‌تفاوت است». «هرمان گونکل» ، الهی‌شناس، تأیید کرد که «اکنون روحیه تحقیق تاریخی جای دکترین سنتی الهامات را گرفته‌است». اسقف «شلبی اسپانگ» اعلام کرد که تفسیر تحت اللفظی کتاب مقدس، بدعت است.
این دو گروه هم‌چنین در مورد نقش تجربه در تأیید ادعاهای حقیقت، اختلاف نظر داشتند. پروتستانت‌های سنتی معتقد بودند که کتاب مقدس و وحی همیشه تجربه و منطق بشری را تأیید می‌کند. برای پروتستانت‌های لیبرال، دو منبع نهایی اقتدار دینی موجود بود: تجربه مسیحیت خدا، آنگونه که به صورت عیسی مسیح آشکار شده‌است و تجربه جهانی بشر. به عبارت دیگر، تنها توسل به خرد و تجربه انسان‌ها می‌تواند حقایق ادعا شده توسط مسیحیت را تأیید کند.
به‌طور کلی، مسیحیان لیبرال نگران وجود خطاها یا تناقضات در انجیل نیستند. لیبرال‌ها، اصول سنتی را در پرتو دانش معاصر ترک کرده یا بازتفسیر نمودند. به‌طور مثال، دکترین سنتی گناه نخستین را به دلیل این‌که از آگستین هیپو گرفته شده‌است، رد کردند. چون اعتقاد بر این بود که دیدگاه‌های او در مورد متون عهد جدید به دلیل دخالت او با آیین مانوی، تحریف شده‌اند. مسیح‌شناسی نیز مجدد تفسیر گردید. لیبرال‌ها بر انسان بودن مسیح تأکید داشتند و الوهیت او «تأیید عیسی به‌عنوان الگویی از ویژگی‌های بود که انسان‌ها می‌توانستند امیدوار باشند که از آن‌ها تقلید کنند».
مسیحیان لیبرال تلاش کردند تا تعالیم انسانی عیسی را به‌عنوان معیار تمدن جهانی عاری از سنت‌های مذهبی و بازمانده‌های انواع اعتقادات سنتی بت‌پرستانه به ماوراء طبیعه ارتقا دهند. در نتیجه، مسیحیان لیبرال روی وقایع معجزه‌آسای مرتبط با زندگی عیسی تأکید کم‌تری داشتند تا تعالیم او. بحث در مورد این‌که آیا ایمان به معجزات صرفاً خرافه‌ای است یا برای پذیرش الوهیت عیسی الزامی می‌باشد، بحرانی را در کلیسای قرن نوزدهم به بار آورد که برای آن سازش‌های عقیدتی جست و جو شد. اکثر لیبرال‌ها ترجیح می‌دهند معجزات عیسی را به‌عنوان روایات استعاری برای درک قدرت خداوند بخوانند. تمام الهی‌شناسان با تمایلات لیبرال، ممکن بودن معجزات را رد نمی‌کنند، بلکه اکثریت آن‌ها جدلی را رد می‌کنند که مستلزم رد یا تأیید باشد.
لیبرالیسم قرن نوزدهم در مورد آینده‌ای که در آن بشریت به پیشرفت‌های بیشتر ادامه خواهد داد، دید مثبتی داشت. این نگرش خوش‌بینانه تاریخ، گاهی اوقات به‌عنوان ساخت «پادشاهی خداوند» در جهان تعبیر می‌شد.

### توسعه
ریشه‌های مسیحیت لیبرال به قرن شانزدهم میلادی بر می‌گردد، زمانی که میسیحیانی مثل اراسموس و دئیست‌ها تلاش کردند تا آنچه را که معتقد بودند عناصر خرافاتی از مسیحیت هستند را حذف کنند و «تنها تعالیم اساسی (عشق منطقی خدا و بشریت) را باقی گذارند».
الهی‌شناس اصلاح شده، فریدریش شلایرماخر (۱۷۶۸–۱۸۳۴ میلادی) اکثراً پدر پروتستانتیسم لیبرال شناخته می‌شود. شلایرماخر در پاسخ به توهم‌زدایی رومانتیسیسم و عقل‌گرایی روشنگری، استدلال کرد که خدا تنها از طریق احساس می‌تواند تجربه شود نه خرد. در خداشناسی شلایرماخر، دین احساس وابستگی مطلق به خداوند است. انسان از گناه خود و نیاز به رستگاری آگاه است، که تنها توسط عیسی مسیح می‌تواند انجام شود. برای شلایرماخر، ایمان در میان یک جامعه ایمانی تجربه می‌شود، نه در انزوا. این یعنی خداشناسی همیشه یک محتوای مشخص دینی را بازتاب می‌دهد که شلایرماخر را در معرض اتهام نسبی‌گرایی قرار داده‌است.
آلبرشت ریچل (۱۸۲۲–۱۸۸۹ میلادی) با تأکید شلایرماخر بر احساس مخالف بود. او فکر می‌کرد که عقیده دینی باید مبتنی بر تاریخ باشد، خصوصاً واقعات تاریخی متون عهد جدید. ریچل معتقد بود که اگر متون عهد جدید به عنوان کتاب تاریخ و بدون درنظر داشتن واقعیات معجزه آسا مطالعه شود، مأموریت الهی عیسی را تأیید می‌کند. او دکترین‌هایی چون تولد عیسی از باکره و تثلیث را رد کرد. زندگی مسیحی برای ریچل به فعالیت و توسعه اخلاقی اختصاص داشت، بنابراین او دکترین‌ها را قضاوت‌های ارزشی می‌دانست نه تصریح حقایق. ریچل که از فلسفه ایمانوئل کانت متأثر شده بود، «دین را به‌عنوان پیروزی روح (یا عامل اخلاقی) بر منشأ و محیط انسان‌ها» می‌نگریست. ایده‌های ریچل توسط دیگران پذیرفته شد و ریچلیانیسم تا جنگ جهانی اول یک مکتب مهم عقیدتی در پروتستانتیسم آلمانی باقی‌ماند. پیروان برجسته ریچل شامل این مواردند: «ویلهلم هرمان» ، «ژولیوس کافتان» و آدولف فون هارناک.

## کاتولیسیسم لیبرال
اشکال کاتولیک الهیات لیبرالیسم از قرن نوزدهم به بعد در انگلستان، فرانسه و ایتالیا وجود داشته‌است. در اواخر قرن نوزدهم و اوایل قرن بیستم، یک جنبش عقیدتی لیبرال در کلیسای کاتولیک ایجاد شد که از آن به «مدرن‌گرایی کاتولیک» یاد می‌شد. مدرن‌گرایی کاتولیک مانند پروتستانتیسم لیبرال، تلاشی بود تا آئین کاتولیک را با روشن‌گری سازگار سازد. الهی‌شناسان مدرنیست، انتقاد رادیکال انجیل را تأیید کردند و خواستار زیرسوال بردن دکترین‌های سنتی مسیحیت، مخصوصاً مسیح‌شناسی، بودند. این‌ها نیز روی جوانب اخلاقی مسیحیت تأکید داشتند نه جوانب الهیات آن. نویسندگان مهم مدرنیست عبارت اند از: آلفرد لوازی و «جورج تایرل».‏ مدرنیسم توسط رهبری کلیسای کاتولیک، به‌عنوان بدعت مورد تقبیح قرار گرفت.
تقبیح مدرنیسم و آمریکانیسم از سوی پاپ، توسعه سنت کاتولیک لیبرال را در ایالات متحده کند ساخت. با این حال، بعد از شورای دوم واتیکان، الهیات لیبرال یک حیات مجدد را تجربه کرده‌است. از الهی‌شناسان لیبرال کاتولیک می‌توان به «دیوید تریسی» و «فرانسس شوسلر فیورنزا» اشاره کرد.

## ارجاعات
1. ↑  (Dorrien 2001، صص. xiii,xxiii): "Liberal Christian theology is a tradition that derives from the late-eighteenth- and early-nineteenth-century Protestant attempt to reconceptualize the meaning of traditional Christian teaching in the light of modern knowledge and modern ethical values. It is not revolutionary but reformist in spirit and substance. Fundamentally it is the idea of a genuine Christianity not based on external authority. Liberal theology seeks to reinterpret the symbols of traditional Christianity in a way that creates a progressive religious alternative to atheistic rationalism and to theologies based on external authority."
2. ↑  ("Theological Liberalism"): "Theological liberalism, a form of religious thought that establishes religious inquiry on the basis of a norm other than the authority of tradition. It was an important influence in Protestantism from about the mid-17th century through the 1920s."
3. ↑  (McGrath 2013، ص. 196): "Liberalism’s program required a significant degree of flexibility in relation to traditional Christian theology. Its leading writers argued that reconstruction of belief was essential if Christianity were to remain a serious intellectual option in the modern world. For this reason, they demanded a degree of freedom in relation to the doctrinal inheritance of Christianity on the one hand, and traditional methods of biblical interpretation on the other. Where traditional ways of interpreting Scripture, or traditional beliefs, seemed to be compromised by developments in human knowledge, it was imperative that they should be discarded or reinterpreted to bring them into line with what was now known about the world."
4. ↑  Dorrien 2001, p. xviii.
5. ↑  Dorrien 2001, p. xv.
6. ↑  Dorrien 2001, p. xx.
7. ↑  Gurrentz, Benjamin T. "Christian Modernism". thearda.com. Association of Religion Data Archives. Archived from the original on July 31, 2019.
8. 1 2 3  McGrath 2013, p. 196.
9. 1 2 3 4  Campbell 1996, p. 128.
10. ↑  Ogden 1976, pp. 405–406.
11. ↑  Ogden 1976, p. 408.
12. 1 2  Chryssides, George D. (2010). Christianity Today: An Introduction. Religion Today. Bloomsbury Academic. p. 21. ISBN 978-1-84706-542-1. Retrieved 30 August 2020.
13. ↑  Dorrien, Garry J. (2000). The Barthian Revolt in Modern Theology: Theology Without Weapons. Westminster John Knox Press. p. 112. ISBN 978-0-664-22151-5. Retrieved 30 August 2020.
14. ↑  Ogden 1976, pp. 408–409.
15. ↑  Ogden 1976, p. 409.
16. ↑  Lyons, William John (1 July 2002). Canon and Exegesis: Canonical Praxis and the Sodom Narrative. A&C Black. p. 17. ISBN 978-0-567-40343-8. On the relationship between the results of his work and the task of Christian theology, Wrede writes that how the 'systematic theologian gets on with its results and deals with them—that is his own affair. Like every other real science, New Testament Theology's has its goal simply in itself, and is totally indifferent to all dogma and Systematic Theology' (1973: 69).16 In the 1920s H. Gunkel would summarize the arguments against Biblical Theology in Old Testament study thus: 'The recently experienced phenomenon of biblical theology being replaced by the history of Israelite religion is to be explained from the fact that the spirit of historical investigation has now taken the place of a traditional doctrine of inspiration' (1927-31: 1090-91; as quoted by Childs 1992a: 6).
17. ↑  Chellew-Hodge, Candace (24 February 2016). "Why It Is Heresy to Read the Bible Literally: An Interview with John Shelby Spong". Religion Dispatches. Retrieved 19 June 2021.
18. ↑  Spong, John Shelby (16 February 2016). "Stating the Problem, Setting the Stage". Biblical Literalism: A Gentile Heresy: A Journey into a New Christianity Through the Doorway of Matthew's Gospel. HarperOne. p. 22. ISBN 978-0-06-236233-9. To read the gospels properly, I now believe, requires a knowledge of Jewish culture, Jewish symbols, Jewish icons and the tradition of Jewish storytelling. It requires an understanding of what the Jews call ‘midrash. ’ Only those people who were completely unaware of these things could ever have come to think that the gospels were meant to be read literally.
19. ↑  Ogden 1976, pp. 409–411.
20. ↑  Mack 1993, p. 29.
21. 1 2  Woodhead 2002, pp. 186, 193.
22. ↑  The Making of American Liberal Theology: Imagining Progressive Religion 1805–1900, edited by Gary J. Dorrien (Westminster John Knox Press, 2001), passim, search  miracles.
23. ↑  Brandom 2000, p. 76.
24. ↑  Dorrien 2003, pp. 233, 413, 436.
25. ↑  Tamilio 2002.
26. 1 2 3  "Modernism: Christian Modernism".
27. 1 2  Frei 2018.
28. 1 2  Dorrien 2002, p. 203.
29. 1 2  Campbell 1996, p. 74.
30. ↑  McGrath 2013, p. 198.